# Jakub Szymański
Jakub Szymański (Gdynia, 22 de julio de 2002) es un deportista polaco que compite en atletismo, especialista en las carreras de vallas. Ganó dos medallas en el Campeonato Europeo de Atletismo en Pista Cubierta, en los años 2023 y 2025, ambas en la prueba de 60 m vallas.

## Palmarés internacional
| Campeonato Europeo en Pista Cubierta | Campeonato Europeo en Pista Cubierta | Campeonato Europeo en Pista Cubierta | Campeonato Europeo en Pista Cubierta |
| Año                                  | Lugar                                | Medalla                              | Prueba                               |
| ------------------------------------ | ------------------------------------ | ------------------------------------ | ------------------------------------ |
| 2023                                 | Estambul (Turquía)                   | Medalla de plata                     | 60 m vallas                          |
| 2025                                 | Apeldoorn (Países Bajos)             | Medalla de oro                       | 60 m vallas                          |